# (4542) Mossotti
(4542) Mossotti (1989 BO) – planetoida z pasa głównego asteroid okrążająca Słońce w ciągu 5,23 lat w średniej odległości 3,01 j.a. Odkryta 30 stycznia 1989 roku.